# Lilla Fridolf
Lilla Fridolf (även Lille Fridolf) var ursprungligen huvudperson i en radioserie av Rune Moberg som sändes i Sveriges Radio under mitten av 1950-talet. Serien handlar om kortväxte Fridolf Olsson, en äkta toffelhjälte, och hans fru Selma som vet att utnyttja detta faktum. Senare blev "Lille Fridolf" huvudperson i fyra långfilmer och även i en tecknad serie.

## Radioserien
Familjeradioserien startade hösten 1955 och sändes varje onsdag. Rollerna skräddarsyddes av Rune Moberg för skådespelarna Douglas Håge och Hjördis Petterson som utgjorde de båda centralfigurerna Fridolf (kontorschef) och Selma (hemmafru). Inspirationen till de båda figurerna fick Rune Moberg av tre olika förebilder: seriefiguren Gyllenbom från veckotidningen Hemmets Journal, seriefiguren Fridolf Celinder i tidningen Allt för Alla samt Rune själv. Serien som kom att sändas i ett 40-tal veckor, blev snabbt populär och många lyssnare tog i sin veckoplanering hänsyn till sändningstiderna för att kunna följa duellen i radio mellan folkhemmets hoptryckta Don Quijote (Fridolf) och hans huskors Selma. Flera av avsnitten har repriserats de senaste åren på Sveriges Radios webbradiokanal SR Minnen.

## Filmatiseringarna
För att följa upp radioserien gjordes 1956 en första långfilm om Fridolf och Selma. Huvudpersonerna här var, de genom radioserien redan etablerade skådespelarna i rollerna, Douglas Håge som Fridolf och Hjördis Petterson som Selma. Fridolf och Selmas enda barn "Maggan" spelades av Inga Gill i alla filmer utom den andra från 1957 där Meg Westergren spelade Maggan – Inga Gill var själv gravid och födde samma år dottern My). Lars Ekborg spelade Maggans man Valdemar i de tre första filmerna. Valdemar var pappa till barnbarnet "Lillen" (Valfrid) och skollärare till yrket.
- 1956 - Lille Fridolf och jag
- 1957 - Lille Fridolf blir morfar
- 1958 - Fridolf sticker opp!
- 1959 - Fridolfs farliga ålder

Våren 2012 släpptes alla filmerna på DVD.

## Serietidningen
Samma år som den första filmen kom (1956) gav tidningen Bildjournalen tecknaren Torsten Bjarre i uppdrag att göra en tecknad serie om paret, baserad på manus av Rune Moberg. Förutom i Bildjournalen publicerades serien Lilla Fridolf även i tidningen 91:an under en kort period. För att få större porträttlikhet engagerades Åsa-Nisse-tecknaren Gösta Gummesson, som tog över som tecknare 1957. Gummesson höll sedan i tuschpennan fram till 1960 då Torsten Bjarre värvades över till förlaget Semic Press, som då startade Lilla Fridolf som en egen tidning, med utgivning en gång i månaden. Förutom serien om Fridolf och Selma innehöll tidningen bland annat Knasen och Tjalle Tvärvigg, Familjen Flax, Fähunden och Stålmormor (Kanonmormor).
Bjarre hade – under 1960 och 70-talet med en tätare utgivning – en stab med hjälptecknare omkring sig, med namn som: Lasse Molén, Janne Gissberg (skapare av "Pelle Svanslös"-filmerna), Özcan Eralp, Bosse Majgren och Börje Nilsson, som senare fungerade som förlagschef på Semic fram till 1974 då han avgick med pension. Elmar Blomberg tog då över tecknandet ihop med omslagstecknaren Björn Ihrstedt, som blev redaktör för tidningen Lilla Fridolf 1986.
Blomberg tecknade därefter serien fram till 1990-talet, då Hans Lindahl tog över serien och tecknade den i en radikalt annorlunda stil 1990–94. Moberg drog sig tillbaka från manusförfattandet och lämnade under 1980- och 90-talet över till bl.a. Thomas Andersson, Johnny Lundgren, Staffan Blomberg och Claes Reimerthi.
Den häftade serietidningen Lilla Fridolf publicerades med inlagan endast i 2-färgs offsettryck, med rött som dekorfärg, fram till mitten av 1980-talet. Det var innan 4-färg endast på 2 eller 4 av omslagets sidor som liksom nu var tryckt på annan typ av papper i arktryck. Det blev med 2-färgstekniken relativt bra hudtoner, men stereotyp klädsel på figurerna. Fridolf hade oftast långrandiga röd-svarta byxor och Selma huvudsakligen röd klänning. Den begränsning som 2-färgstrycket innebar satte uppfinningsrikedomen hos tecknare och tryckerier på hårda prov, men de lyckades väl för de som växte upp med tekniken såg inte alltid positivt på ändringen till 4-färg i mitten av 80-talet.
Det var relativt vanligt förr att istället för 4-färgstryck använda 2-färgstryck för att minska tryckkostnaden. Vid 2-färgstryck kan man vid rotationstryck antingen trycka produkten i en tryckpress med endast 2 tryckverk eller köra med 2 stycken parallella pappersbanor i en 4-färgspress, vilket då kan dubbla uttaget av antalet sidor per cylindervarv i tryckpressen.
Under 1980-talet hade tidningen sin största upplaga och gavs då ut varannan vecka. Tidningen såldes 1987 i ungefär 50 000 exemplar per nummer och hade normalt ett sidantal på 52-68 sidor (inklusive omslagets 4 sidor). Under 90-talet sjönk upplagan gradvis och från 1995 innehöll tidningen endast repriser av gamla Lilla Fridolf-avsnitt. 
Tidningen kom ut till och med 2006. Därefter slogs den ihop med serietidningen Åsa-Nisse under den nya titeln Humorklassiker. Reprisering och en begränsad nyproduktion har sedan dess förekommit i tidningen 91:an.

## Julalbum
Julalbum med Lilla Fridolf har getts ut sedan 1958 och innehöll länge nyproducerade serier, tecknade av Torsten Bjarre, Elmar Blomberg och Anders Persson. Julalbum ges ut än idag (2024) men innehåller nu endast repriser.